# 華やかな野獣
『華やかな野獣』（はなやかなやじゅう）は、横溝正史の中編推理小説。「金田一耕助シリーズ」の一つ。『面白倶楽部』1956年（昭和31年）12月号に掲載された。
本作を原作とするテレビドラマが2020年に放映された。

## あらすじ
本牧の「吉田御殿」という、あまりかんばしくない異名で呼ばれる「臨海荘」で、会員制の享楽的なパーティが行われていた。臨海荘は、パーティの主催者・高杉奈々子が父・啓策から遺産として相続した、豪奢な2階建ての洋館である。戦後の混乱期に台頭した怪物の1人である啓策は、住居をいざとなったらホテルに転用できる構造に作っていた。そのため、パーティの参加者は広いホールで相手を見つけると、各々に客室へ引き上げて情事に及ぶことができた。これは性の享楽ということには寛大であるが法律的な不正は許さない奈々子が定めた、売春や猥褻なショーなどの違法行為とならないためのルールでもあった。
パーティには給仕を行う者たちやジャズバンドもいたが、その中に制服がまるで似合わない不審なボーイがいた。その正体は、変装した金田一耕助であった。毎月のパーティの場で麻薬の取引が行われているらしいと気付いた奈々子の依頼で潜入し、参加者たちの動きを見ていたのである。そのなか、参加者たちは普段なら情事を終えるとホールに出てきて次の相手を探しにかかる奈々子の姿が長時間見えないことを不審に思い始める。そして代表して部屋の様子を見に入った京子と太田が奈々子の死体を発見する。混乱の中でボーイ姿の金田一が現場保存を行い、警察を呼ばせる。
奈々子は絞殺されたうえ、死後に胸を刺されて、ベッドに仰向きに倒れていた。下半身はスカートや靴を身に着けているにもかかわらず、上半身は下着を双肌脱ぎにした裸で、着ていたセーターは紛失していた。そして、共に居たはずの白いセーターの男は行方不明になっていた。また、室内には2人の人間がテーブルを挟んで座りリンゴを食べていた形跡があった。奈々子は果物が好物であったが、情事を前にしてのんびり食していたというのは不自然である。また、赤絨毯の床を丹念に見ると、ダイイングメッセージと思われる「トラ」という血文字が発見された。
関係者の聞き取りを進める中で、京子と太田が死体を発見する前に啓一が奈々子の部屋に入り、人工呼吸の心得があった啓一が蘇生させようと試みる過程で下着を双肌脱ぎにしたことが判明する。つまり、その時点で無くなっていたのは奈々子のセーターのみであり、奈々子は絞殺されていたがまだ刺されていなかったことになる。また、啓一は部屋に入る前に、白ではなく黒っぽいセーターを着た男が部屋から出てきて2階へ上がったのを目撃しており、部屋に入る直前には無風にもかかわらず窓が開閉する音を聞いていた。
金田一は、以上のような状況から、奈々子だけでなく共に居た男も殺害されており、その死体は窓から直上の部屋に引き上げられたと推理する。そしてその推理通り、ジュラルミン製トランクの中から死体が発見され、死体の身元が捜査にあたっている神尾警部補たちの同僚である、麻薬取締係の鷲尾であることが判明する。奈々子は金田一のほかに鷲尾にも潜入捜査を依頼していたのである。刑事たちは敵討ちと色めきだつが、一方で鷲尾が奈々子とリンゴを食べながら捜査についての打ち合わせをしたあと実際に情事に及んでいた形跡に困惑する。
金田一は刑事たちと話しながら状況を整理した。犯人は海に面した窓から一旦外に出て奈々子の部屋に入り、洋服ダンスに隠れていたと考えられる。しかし、奈々子と鷲尾はまず捜査に関する打ち合わせを行ったうえ、さらに情事に及んでいたため時間を要してしまった。鷲尾が退去したあと犯人は奈々子を絞殺し、そのあと鷲尾が何らかの理由で戻ってきたので刺殺したが、時間が経って干潮になってしまい、砂浜に足跡を残さずに来た道を戻ることができなくなってしまった。犯人はおそらく全裸であり、廊下を通って自室へ戻るために鷲尾のズボンを着用し、上着は血まみれになっていたので奈々子のものを着用したと考えられる。そして、麻薬がらみではなく単なる痴情による犯行と思わせるために鷲尾の死体をシーツにくるんで引き上げて隠し、奈々子の死体を刺して鷲尾の血痕が奈々子の血液であるように装ったのである。
犯人は臨海荘の構造を熟知していた人物ということになるので、たとえば太田が考えられ、ダイイングメッセージも「寅蔵」の意味と解釈可能だったが、もと水先案内人である彼が潮汐の問題を見落とすことは考えにくいので犯人である可能性は低かった。また、犯人は奈々子よりかなり早いタイミングで海に面した客室へ引き上げた人物でなければならないが、参加者の動きを見ていた金田一には、太田がその条件を満たさず、全ての条件を満たすのは越智のみであると判断できた。
金田一はダイイングメッセージが「トランペット」と書こうとしたものである可能性を指摘した。そこでホールに居るジャズバンドの楽器を調べてみると、トランペットの管に麻薬が隠されていた。持ち主の奏者の供述から、麻薬取引の首謀者が越智と京子であることが判明した。越智と京子は、その日初めて親しくしたように装っていたが、実は以前から通じていた。犯行の経緯はだいたい金田一が推理した通りであった。鷲尾は強靭な体力で奈々子の要求に応えつづけており、それを長時間聞かせ続けられる破目に陥ったことも越智の殺意を強化した。鷲尾はパーティ用のマスク（覆面）を取りに戻ってきたところを、菜々子を絞殺した越智に刺殺されたのである。
越智は未決の間に自殺した。そのため鷲尾が実際に情事に及んでいたことは公表されず、その死は殉職として扱われることになった。

## 登場人物
金田一耕助（きんだいち こうすけ）
私立探偵。本作ではボーイに変装している。
高杉奈々子（たかすぎ ななこ）
臨海荘の主。パーティの主催者。25歳。陰で「千姫」と呼ばれている。
高杉啓一（たかすぎ けいいち）
奈々子の異母兄で高杉商会の共同経営者。
高杉啓策（たかすぎ けいさく）
故人。啓一と奈々子の父。水先案内人から身を起こして戦後の混乱期に台頭した人物。
高杉勝子（たかすぎ かつこ）
故人。奈々子の母。高杉商会の創立を影で支えたとされる女傑。
葛城京子（かつらぎ きょうこ）
啓策の生前の愛人。奈々子とそれほど年齢が違わない。
太田寅蔵（おおた とらぞう）
高杉商会の番頭格。啓策の水先案内人時代の仲間。パーティの幹事の1人。
越智悦郎（おち えつろう）
越智商会の主人。パーティの幹事の1人。
楠はま子（くすのき はまこ）
臨海荘の女中頭。
神尾
臨海荘地元所轄署の警部補。
坂口
神尾警部補の部下の刑事。奈々子の上着が紛失していることに気付いた。また、鷲尾の死体を発見した。
青木
神尾警部補の部下の刑事。坂口と共に鷲尾の死体を発見した。
宮田
神尾警部補の部下の刑事。海岸に捨てられていた凶器の果物ナイフを持ち帰った。
木村
神尾警部補の部下の刑事。鷲尾のダイイングメッセージを発見した。
吉岡
警察医。
鷲尾（わしお）順三
神尾と同じ署に所属する麻薬取締係の刑事。童顔だが粗野で精力的な印象を与える人物。

## 収録書籍
- 『華やかな野獣』（2022年、角川文庫、ISBN 978-4-04-112356-0）
「華やかな野獣」「暗闇の中の猫」「睡れる花嫁」を収録。
- 『華やかな野獣（新装版）』（1998年、春陽文庫、ISBN 978-4-394-39529-4）
「華やかな野獣」「鏡が浦の殺人」「車井戸はなぜ軋る」を収録。

## テレビドラマ
『シリーズ横溝正史短編集II「金田一耕助踊る！」華やかな野獣』は、2020年1月25日にNHK BSプレミアムにて短編ドラマとして放送された。
ストーリー展開は、ロジックが省略されている部分も多いが、基本的に原作の通りである。科白やナレーションは、発言者を変更している部分もあるなど大幅に組み替えているが、ほぼ全てを原作から抽出した文言で構成している。しかし、金田一を除く全ての登場人物を女性が演じて、科白も棒読みに近くし、服装も状況に応じたものから少し逸脱させるなど、リアリティを排した演出としている。犯人が奈々子の部屋へ着衣で泳いできているため、奈々子のセーターと鷲尾のズボンを必要とした理由が解らなくなっている。なお、神尾警部補の部下は青木刑事1人のみに簡略化している。
犯人が隠れていた洋服ダンスについて述べる際に金田一が「ダンス、ダンス」と突然踊りだし、踊りながら犯行経緯の推理（原作では推理しきれず犯人の自白で明らかになった詳細）を語る演出がある。
演出
- 佐藤佐吉

キャスト
- 金田一耕助 - 池松壮亮
- 越智悦郎 - 門脇麦
- 神尾警部補 - 我妻マリ
- 青木刑事 - 愛わなび
- 鷲尾刑事 - 福島リラ
- 吉岡監察医 - アンミカ
- 高杉奈々子 - 芋生悠
- 高杉啓一 - 辻凪子
- 太田寅蔵 - 小林きな子
- 語り - 田中要次